# Баллифарнан
Баллифарнан (англ. Ballyfarnan; ирл. Béal Átha Fearnáin — «деревня в Ольховом устье») — деревня в Ирландии, находится в графстве Роскоммон, приход Килронан, (провинция Коннахт) у трассы R284.

## История
С конца XVIII века в деревне существовал литейный завод и две мельницы. Для работы на каком-то из этих объектов в деревню из графства Мит прибыл отец Торла О’Каролана. В деревне проводились еженедельный рынок и восемь ярмарок в год.
Недалеко от деревни располагается замок лендлордов Теннисонов, превращённый в роскошный отель.

## Демография
Население — 182 человека (по переписи 2006 года). В 2002 году население составляло 206 человек.
Данные переписи 2006 года:
| Общие демографические показатели |               |                               |                               |      |      |
| Всё население                    | Всё население | Изменения населения 2002—2006 | Изменения населения 2002—2006 | 2006 | 2006 |
| 2002                             | 2006          | чел.                          | %                             | муж. | жен. |
| 206                              | 182           | −24                           | −11,7                         | 95   | 87   |